# Blutbauchspecht

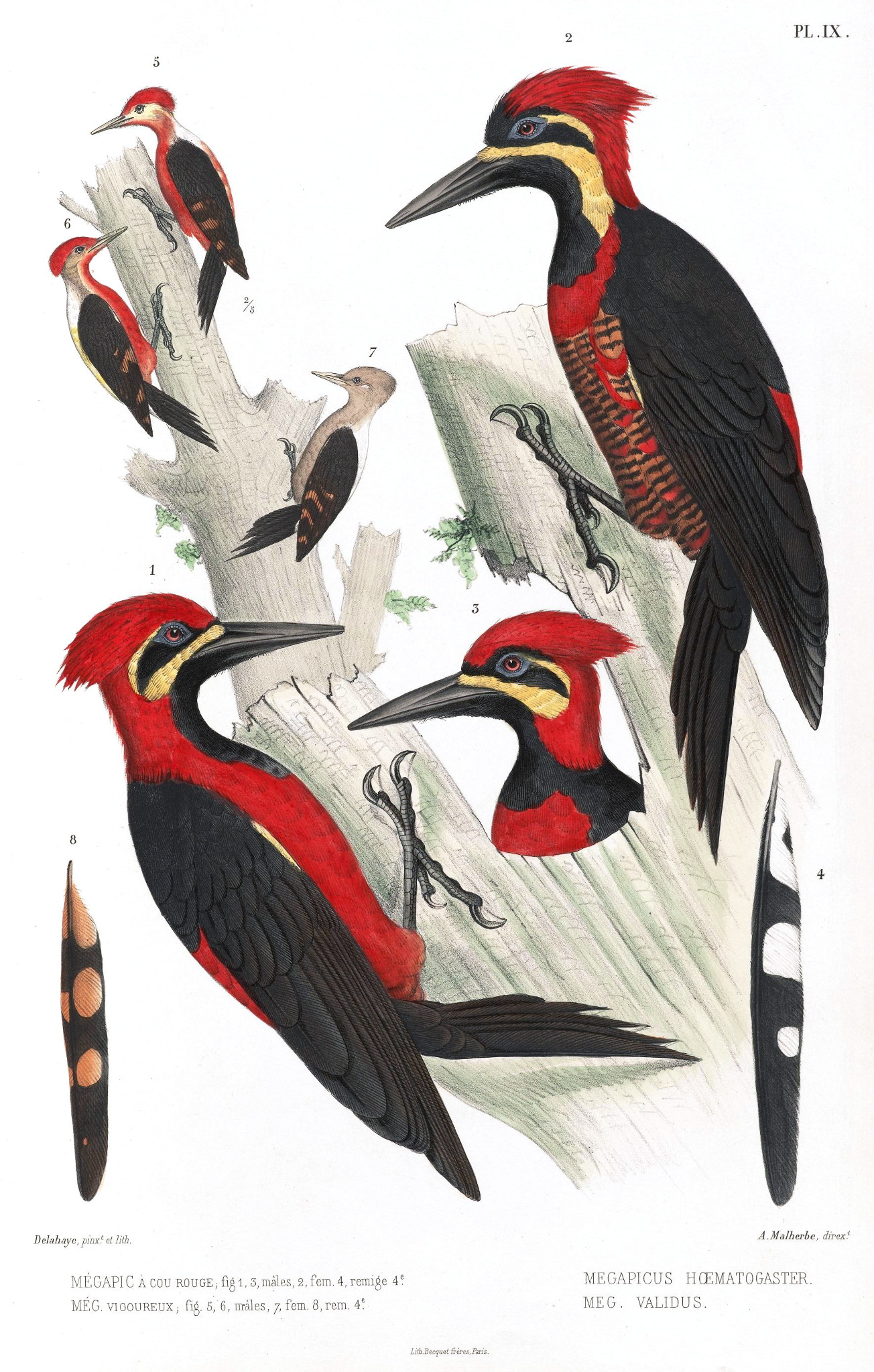
Blutbauchspechte, Illustration

Verbreitungsgebiet

Der Blutbauchspecht (Campephilus haematogaster) ist eine Vogelart aus der Familie der Spechte (Picidae).
Dieser Specht kommt in Kolumbien, Panama und Peru vor.
Sein natürlicher Lebensraum sind subtropische und tropische Regenwälder bis 1500 oder 1600 m
Die Art ist Standvogel.
Das Artepitheton kommt von altgriechisch αἱμα haima, deutsch ‚Blut‘ und altgriechisch γαστήρ gastēr, deutsch ‚Magen, Bauch‘.

## Merkmale
Die Spechtart erhielt ihren Namen durch ihren dunkelroten, blutfarbenen Unterleib. Der Rest der Federpracht ist größtenteils schwarz. Sein Kopf wird von einer schwarzen Federmaske bedeckt, abgetrennt vom restlichen Körper durch zwei goldene Streifen, welche bei manchen Weibchen bis zum Nacken fortgeführt werden. Scheitel bis Nacken sind dunkelrot mit längeren Kammfedern. Ein breiter schwarzer Streifen zieht über die Ohrdecken. Den Hals bedecken ebenfalls schwarze Federn. Die Iris ist rot, der Schnabel grau, an der Basis gelbbraun.
Die Art ist 32 bis 35 cm groß. Die überwiegend rote Unterseite und der rote Bürzel sind charakteristisch ebenso wie der gelbbraune, nicht weiße Gesichtsstreif und das Fehlen weißer Streifen auf dem Rücken. Im Fluge ist eine Reihe gelbbrauner Flecken auf den Flugfedern zu erkennen.
Der Specht ähnelt dem Rothalsspecht (Campephilus rubricollis), unterscheidet sich aber durch die Gesichtszeichnung und die schwarze Kehle, kommt außerdem in höheren Lagen vor.

## Geografische Variation
Es werden folgende Unterarten anerkannt:
- Campephilus haematogaster splendens Hargitt, 1889[8] ist in Panama, dem Westen Kolumbiens und dem Nordwesten Ecuadors verbreitet.
- Campephilus haematogaster haematogaster (Tschudi, 1844)[9] kommt in Zentralkolumbien, dem Osten Ecuadors bis nach Zentralperu vor.

## Stimme
Der Ruf wird als scharfes Zirpen, Rasseln oder abfallendes „kukukurrrr“ beschrieben auch als Folge scharfer „pik!“ Laute. Trommelt mit Doppelschlag, erstbetont. Die Lautäußerungen ähneln denen des Schwarzkehlspechtes (Campephilus melanoleucos), klingen aber weicher.

## Lebensweise
Die Nahrung besteht hauptsächlich aus großen Käfern, die gerne paarweise in geringer bis mittlerer Höhe im Wald gesucht werden, die Art lebt eher versteckt.
Die Brutzeit liegt zwischen September und April in Kolumbien und Ecuador.

## Gefährdungssituation
Die Art gilt als nicht gefährdet (Least Concern).